# Хёхо Нитэн Ити-рю
Нитэн Ити-рю (яп. 二天一流, «школа двух небес как одного») или Хёхо Нитэн Ити-рю (яп. 兵法二天一流) — древняя школа кэндзюцу, классическое японское боевое искусство (корю), основанное между 1604—1640 годами знаменитым мастером фехтования Миямото Мусаси. Нитэн Ити-рю известна прежде всего техниками фехтования при помощи двух мечей, катаны и вакидзаси, которые Мусаси назвал Нитэн-ити (яп. 二天一, «два неба как одно») или Нито-ити (яп. 二刀一, «два меча как один»).

## История
Школа Нитэн Ити-рю была основана в XVII веке (между 1604—1640 годами, начало периода Эдо) мастером Миямото Мусаси.
Примерно около 1640 года, Мусаси решил передать руководство над школой трём своим лучшим ученикам (всего у него их было около тысячи). Это были Тэрао Магонодзё (яп. 寺尾孫之丞), его младший брат Тэрао Кюманосукэ (яп. 寺尾求馬助) и Фурухаси Содзаэмон (яп. 古橋惣左衛門). По мнению Миямото Мусаси, Магонодзё не очень преуспевал в отражении атак, но был хорош в нападении. Фурухаси же наоборот не хватало техничности. В результате Тэрао Магонодзё получил трактат, известный как Книга пяти колец. Хосокава Мицухиса сделал две копии этого документа: одну для Фурухаси Содзаэмона и одну для себя (самое известное издание на сегодняшний день).
Впоследствии Магонодзё назначил преемником Кюманосукэ, который получил Хёхо Сан-Дзюго и два меча от Миямото Мусаси
Преемственность в Хёхо Нитэн Ити-рю (название было определено самим Мусаси к концу его жизни) не следует наследственному принципу. Переход школы в другие руки производится путём передачи двух вещей: свитка с описанием техник и деревянный меч самого Миямото Мусаси, с которым он тренировался и использовал в качестве трости в последние годы жизни.
В XX веке 8-м сокэ стал Аоки Кикуо. В 1961 году он выдал звание сокэ-даи своему ближайшему ученику, Госё Мотохару. 9-м сокэ был назначен Киёнага Таданао (Аоки Кикуо желал, чтобы знания школы Нитэн Ити-рю не были утеряны). В 1955 году Госё Мотохару получил мэнкё кайдэн школы Миямото Мусаси. В 1967 году Аоки Кикуо умер и в последующие годы Мотохару и Таданао продолжали представлять школу в Японии.
В 1976 году Киёнага Таданао внезапно умер и не оставил наследника. По этой причине Госё Мотохару продолжил представлять школу Нитэн Ити-рю в качестве сокэ. Спустя 8 месяцев семья Киёнага попросила Госё обучить Имаи Масаюки и сделать его 10-м главой школы. Мотохару обучал Имаи Масаюки, а также Киёнага Фумия (сын Таданао), по полной учебной программе школы. Все вместе они представляли Нитэн Ити-рю на различных мероприятиях во многих странах мира.
В конце 1980 года пути Имаи Масаюки и Госё Мотохару разошлись. К этому времени Госё получил 8-й дан в иайдо, а также выступал ответственным за школу Сэкигути-рю.
Наиболее известная запись об оригинальных методиках Нитэн Ити-рю сделана в 1981 году и находится в Будокане. Согласной ей Госё Мотохару является утидати, а Имаи Масаюки — сидати.
В ноябре 2003 года Имаи Масаюки решил отменить титул сокэ. Он решил назначить трёх преемников, которые будут называться дай ути. Ими стали Киёнага Фумия, Чин Кин (старейший ученик Аоки Кикуо) и Ивами Тосио.
В 2004 году Киёнага Фумия скончался, и на нём закончилась линия Киёнага. Дело продолжил Госё Мотохару. Так была создана дочерняя линию Нитэн Ити-рю. Нынешний её представитель — Ёсимоти Киёси, сын Мотохару.
10-й сокэ Имаи Масаюки умер в 2006 году. Однако еще во время инаугурации 20-го декабря 2003 года в Кокура, школа была передана к Ивами Тосио от предыдущего главы школы Имаи Масаюки. Таким образом Ивами Тосио стал 11-м сокэ основной линии Хёхо Нитэн Ити-рю.
Во время инаугурации 24 ноября 2013 года в Кокура, школа была передана Ивами Тосио текущему главе, Кадзия Таканори. Он стал 12-м сокэ основной линии Хёхо Нитэн Ити-рю. Помимо него на сегодняшний день традиции школы передают Чин Кин, Ёсимоти Киёси, Мията Кадзухиро (линия Хосокава-кэ) и Миягава Морихито (линия Миягава-ха).

## Техники
На сегодняшний день в программу обучения Хёхо Нитэн Ити-рю входят следующие техники:
Тати Сэйхо (яп. 刀勢法) — 12 ката с длинным мечом:
1. Сассэн (яп. 指先);
2. Хассо Хидари (яп. 八相左);
3. Хассо Миги (яп. 八相右);
4. Укэ Нагаси Хидари (яп. 受流左);
5. Укэ Нагаси Мигэ (яп. 受流右);
6. Модзи Гамаэ (яп. 文字構);
7. Хари цукэ (яп. 張付);
8. Нагаси Ути (яп. 流打);
9. Тора Бури (яп. 虎振);
10. Кадзуки (яп. 数喜);
11. Айсэн Ути домэ (яп. 合先打留);
12. Амаси Ути (яп. 余打).

Кодати Сэйхо (яп. 小太刀勢法) — 7 ката с коротким мечом:
1. Сассэн (яп. 指先);
2. Тюдан (яп. 中段);
3. Укэ Нагаси (яп. 受流);
4. Модзи Гамаэ (яп. 捩構);
5. Хари Цукэ (яп. 張付);
6. Нагаси Ути (яп. 流打);
7. Айсэн (яп. 合先).

Нито Сэйхо (яп. 刀勢法) — 5 ката с двумя мечами, соответствующих 5 формам из Книги Воды:
1. Тюдан (яп. 中段);
2. Дзёдан (яп. 上段);
3. Гэдан (яп. 下段);
4. Хидари Ваки Гамаэ (яп. 左脇構);
5. Миги Ваки Гамаэ (яп. 右脇構).

Бодзюцу — 12 ката с бо (7 — бо против бо, 13 — бо против меча).
Айкути Роппо — 6 техник с ножом.
Дзюттэ то дзюцу — 5 техник против меча.
Согласно Госё Мотохару Ханси (сихан Нитэн Ити-рю), техники Айкути Роппо были сформированы на основе свободных форм нито с использованием фукуро-синай, но никак не ката.

## Уровни передач
В Нито Ити-рю принята следующая система передачи знаний:
1. Сёдэн (тати);
2. Тюдэн (тати, кодати);
3. Окудэн (тати, кодати, нито);
4. Мэнкё (тати, кодати, нито и бодзюцу);
5. Мэнкё кайдэн (все техники школы и их глубокое понимание).

## Генеалогия
Официальная линия передач Нитэн Ити-рю выглядит следующим образом:
1. Миямото Мусаси Фудзивара но Гэнсин;
2. Тэрао Кюманосукэ Нобуюки;
3. Тэрао Кёэмон Кацуюки;
4. Ёсида Дзёсэцу Масахиро;
5. Санто Хикодзаэмон Киёаки;
6. Санто Ханбэй Киёаки;
7. Санто Синдзюро Киётакэ;
8. Аоки Кикуо Хисакацу;
9. Киёнага Таданао Масадзанэ (сокэ с 1967 по 1975 год) / Миягава Ясутака;
10. Имаи Масаюки Нобукацу (сокэ с 1976 по 2003 год, умер в 2006 году) / Миягава Морихито / Киёнага Фумия;
11. Ивами Тосио Харукацу (с 2003 по 2013 год).

Уже начиная с 8-го сокэ школы, Аоки Кикуо Хисакацу, линия передач школы раскололась на несколько ветвей. Так, например, право преподавать получил Госё Мотохару Ханси. Наследниками Имаи Масаюки Нобукацу считаются Ивами Тосио Харукацу и Таканори Кадзия.
На сегодняшний день традиции Нитэн Ити-рю передают:
- Чин Кин (11-й сокэ с 2003 года);
- Ёсимоти Киёси (род. в 1948 году, 12-й сокэ с 2007 года);
- Мията Кадзухиро (линия Хосокава-кэ);
- Миягава Морихито (линия Миягава-ха);
- Таканори Кадзия (12-й сокэ с 2013 года).